# Last Vegas
Last Vegas – amerykański film komediowy, w reżyserii Jona Turteltauba. Premiera miała miejsce 31 października, w Polsce 22 listopada 2013 roku. W rolach głównych obsadzono legendy amerykańskiego kina – Michael Douglas, Robert De Niro, Kevin Kline oraz Morgan Freeman.

## Fabuła
Billy (Michael Douglas), Paddy (Robert De Niro), Archie (Morgan Freeman) oraz Sam (Kevin Kline) to przyjaciele z czasów dzieciństwa. Kiedy Billy, jedyny kawaler w grupie przyjaciół, oświadcza swoje zaręczyny, cała czwórka udaje się do Las Vegas, by przeżyć niezapomniany wieczór kawalerski.
Fabuła filmu nawiązuje do hitu Kac Vegas z 2009 roku.

## Obsada
- Michael Douglas – Billy
- Robert De Niro – Paddy
- Kevin Kline – Sam
- Morgan Freeman – Archie
- Mary Steenburgen – Diana
- Romany Malco – Lonnie
- Phillip Wampler – młody Sam
- Noah Harden – młody Billy
- RJ Fattori – młody Paddy
- Jena Sims – Abby
- Ric Reitz – Neil
- Weronika Rosati – Veronica
- Olivia Stuck – młoda Sophie
- Keith Middlebrook – Chris
- Roger Bart – Maurice
- Ashley Spillers – Elizabeth
- Kelly O'Neal – Susan
- Stephen Scott Scarpulla – Danny
- Julie McGee – Stacey
- Jerry Ferrara – Todd
- Autumn Dial – blondynka w basenie

## Produkcja
Produkcja rozpoczęła się w listopadzie 2012 roku. Zdjęcia kręcono m.in. w Las Vegas i Atlancie.